# 池州市火车站站前区
池州市火车站站前区、池州市站前区，是中华人民共和国安徽省池州市贵池区下辖的一个类似乡级单位。由池州火车站站前区管理委员会管理。
2015年10月，池州市火车站站前区和齐山平天湖风景名胜区合并，设立池州市平天湖风景区，池州火车站站前区管理委员会、池州市齐山平天湖风景名胜区管理委员会由此合并整合为池州市平天湖风景区管理委员会。

## 行政区划
下辖以下地区：
站前区虚拟社区。